# Rhizophagus similaris
Rhizophagus similaris is een keversoort uit de familie kerkhofkevers (Monotomidae). De wetenschappelijke naam van de soort werd in 1876 gepubliceerd door Edmund Reitter.